# ブラック・オパール

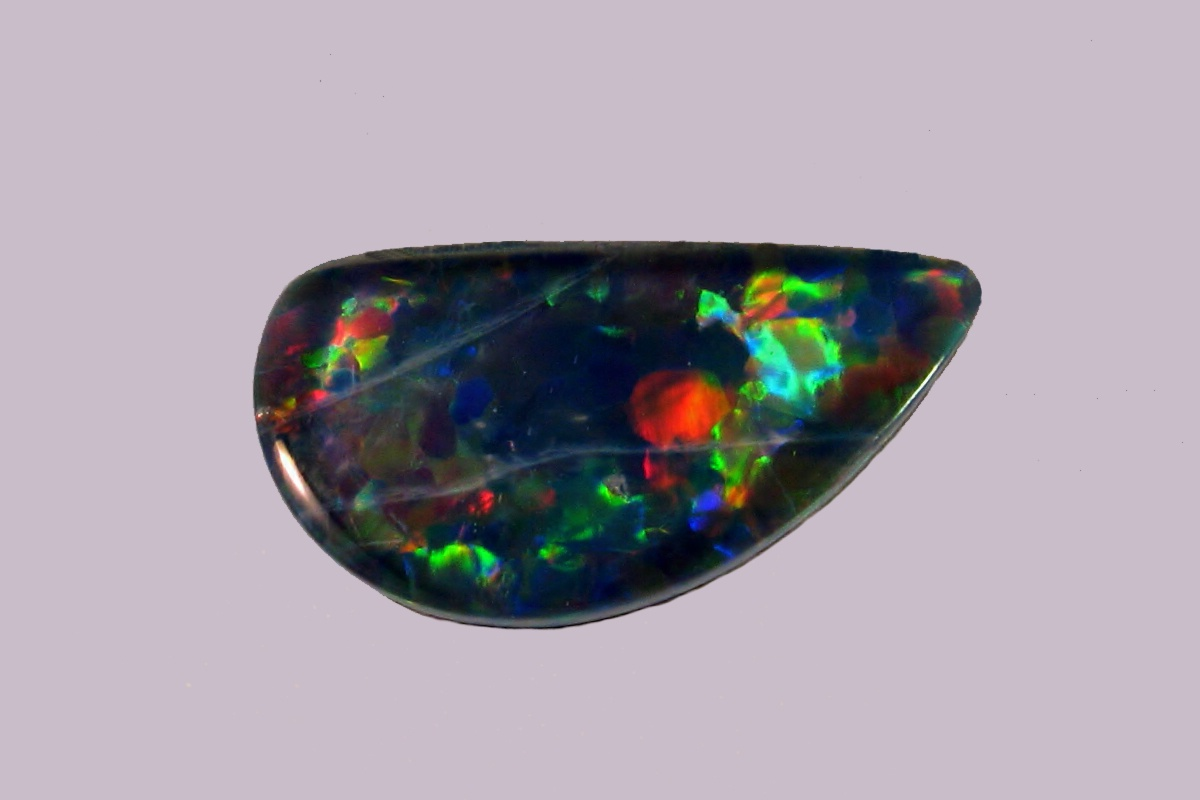
Black Precious-Opal

ブラックオパール（英: Black opal）とは、通常不透明な濃灰色から黒色を主色とし、地色として、様々な色彩が輝きを見せる単一（ソリッド）の天然石を言う。黒蛋白石（くろたんぱくせき）ともいう。
淡色のオパール（蛋白石）では白色光が散乱し、色彩の輝きが拡散するのに対し、ブラックオパールではそれを暗色の地色が吸収するため、視覚的効果が引き立つ。最上級のブラックオパールでも、最表面の色の下に色彩のない地色がちらついて見えることがある。
ブラックオパールは様々な場所で発見されるが、宝石品位のものが商業規模で探鉱されているのはオーストラリア、ニューサウスウェールズ州北部のライトニングリッジ産地のみ。

## 品質と鑑定
ブラックオパールの品質は次のような要素で決定される。
特徴
ブラックオパールは、一つ一つが異なった特徴を表している。サファイヤやルビー、エメラルドなどと異なり、それぞれが独特の色彩の組合わせを見せ、同じものが見られることはまずない。
形状
オパールの理想的な形は、整ったドーム型の楕円形カボションで、石の長さが幅よりも40%ほど大きく、高さ（ドーム）が幅の60%ほどのもの。自然の作用により不規則に形成されるため、このような理想的な形で採掘される事は稀である。加工の過程で原石の40 - 60%が削り取られる。
光沢と輝き
主要な要素の一つが、石の中の遊色度である。遊色が明瞭で色合いが鮮明なものが高品質とされる。
地色
七彩色は、地色の上やその中に発生する。真灰色から濃灰色、濃紺色、黒色の範囲に及ぶ。
七彩色の範囲
遊色や七彩色の揺らめき方は光沢と同様に重視される。混じり気のない鮮明な色が好まれる。
正面の外観
正面から見た際に石の色彩が直接見えるか否か。狭い角度からしか見えない場合、その石の価値は低くなる。
含有物と傷
ブラックオパールの多くは、砂や石膏、ポッチなどの含有物を持つ。少しでも表面を覆うと大きく評価が下がることがある。
- 石膏　表面に網上の細かい灰色の線となって現れることがあり、鮮明に見える場合好ましくない。
- 砂　石の裏など表面から見えない箇所に砂の斑点や塊がある。明らかに表面上にある場合は欠陥とされる。
- 窓（ウィンドウ）　多くのオパール、特に暗色が地色のものには、色が薄く透き通って見える部分がある。普通、石の背後部のポッチに色むらがあるか、背後から色の層まで砂が入り込んでいるため。これらは石の価値を下げてしまう。

## 遊色の起源
オーストラリア産のソリッドオパールは、非結晶体で約5 - 9%水分を含むゲル状の非結晶シリカ（二酸化ケイ素、水晶や砂に似た物質）である。屈折率は約1.46、比重が2.10 - 2.13、そしてムーンストーンと水晶の間に位置する約6のモース硬度を持つ。オパールのほとんどは約6千万年前、オーストラリア内陸部で、粘土の親基質の中の空洞に地下水から堆積した二次鉱物として生まれた。オパールが形成された粘土は、通常中生代白亜紀（いわゆる恐竜時代）のもので、そのためオパール化した先史時代の骨や樹木、貝などが見られることもある。
オパールの特徴である遊色は、ルビーやエメラルド、サファイヤのように微量元素によるものではなく、形成過程で無数の微少な二酸化ケイ素の球状粒子がシリカゲルで接合するという、顕微鏡的規模で発展した珍しい構造によるものである。
石の白みがかった、あるいは曇った部分は、オパールに混入した色を回折するポッチ成分によるもの。ポッチは、オパールと同じ粒子が集まっているが、粒子の直径が大きく異なったり奇形であったりして、回折色を見せる規則的な配列で固まらなかったもの。その結果、可視光線の波長が不規則に拡散し、あらゆる色（波長）が混ざり合い白色を呈する。粒子の直径は様々で、その差が大きいほど石の白さ・不透明さ・もしくはポッチの程度が強くなり、あまり大きくない場合に色を発する。ライトニングリッジから産出されるポッチの多くは濃い灰色や黒のもので、これらが最高級のブラックオパールの基底となっている。

## カラー

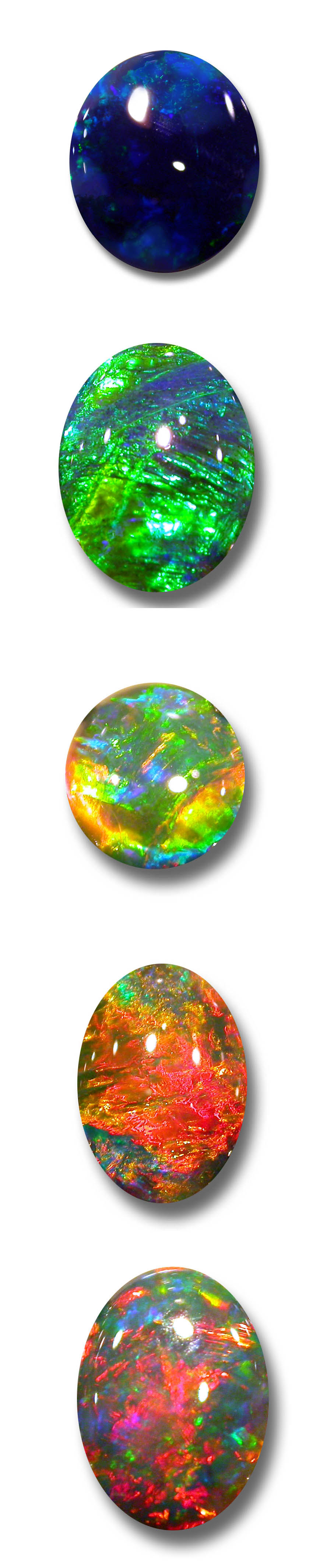
ブラックオパールの色の変化

ブルー
ブラックオパールの中でも比較的多量に存在し、他の色より価値は低くなる。濃いローヤルブルーと銀白色を合わせて、真珠のネックレスの止め具などとして用いられる。ブルー単色よりも、グリーンが入る方が価値は高い。
グリーン
暗い地色上の明瞭な美しさが重視される。様々な色合いがあり、採掘されるブラックオパールの半分以上がグリーンブルーもしくはブルーで、市場の重要な位置を占める。鮮明なオレンジが入っていると単色よりも価値が高くなる。
イエロー
通常、薄い金色がオレンジやグリーンともに現れる。明るいレモン色として現れている石は希少。
オレンジ
レッドに次ぎ好まれる色で、僅かしか見られない。濃く鮮明なオレンジを主色とし、少量のレッドとグリーンが入るものは特に高品質な石とされる。
レッド
最も人気のある色で、紫紅色から緋色、深紅色、ワインレッドまで様々な色調が含まれる。真黒の地色上に、鮮明な緋色と深紅色の遊色を見せるのが「レッドオンブラック」。視覚的に強烈で、かつ非常に珍しく、ブラックオパールの中でも最高級品とされるが、グリーンやオレンジ、ブルーなどの色が少量美しく混ざるものは、さらに希少で高級とされる。

## その他
ホワイトオパール
ホワイトオパールの色は、不透明な乳白色から水晶のような半透明まで様々である。半透明なクリアカラーの方が良質な石とされる。上質のライトニングリッジ「クリスタル」オパールは、評価が高いがあまり見ることができない。「クリスタル」とは石の透明さを意味した総称。
ボルダーオパール
堆積鉄鉱石の標石（ボルダー）に細い筋になって現れることから名づけられた。色層は、密度の高い茶色の鉄鉱石の基底に固着していて切り離すことはできない。クィーンズランド州以外では見られない。